# Yume de Aetara
Yume de Aetara (jap. 夢であえたら) ist ein Manga von Noriyuki Yamahana. Ebenfalls wurden zwei Animes auf Basis von diesem Manga umgesetzt. Die Serie lässt sich in die Gattung Seinen einordnen.

## Handlung
Der 24-jährige Masuo Fuguno hatte noch nie eine Freundin in seinem Leben. Eine Wahrsagerin hat ihm prophezeit, dass er auch nie eine haben wird, geschweige denn jemals heiraten wird. Einsam und deprimiert rennt er durch den Regen. Der Tag war für ihn bisher nur schlecht, und zudem fällt er auch noch hin, und alle seine Papiere verstreuen sich auf der Straße. Die junge Nagisa Shiozaki reicht ihm ihren Regenschirm und ein Taschentuch. Masuo entschließt sich, das Herz der schönen Nagisa zu erobern, trotz seiner schüchternen und unbeholfenen Natur.

## Veröffentlichung
Der Manga wurde von Noriyuki Yamahana unter dem Künstlernamen Hanako als Fortsetzungsgeschichte im Magazin Business Jump des Verlags Shūeisha veröffentlicht. Die Kapitel erschienen auch in 17 Sammelbänden.

## Animes
Yume de Aetara 1998 als dreiteilige OVA und als Fernsehserie umgesetzt, beide bei Studio J.C.Staff. Bei der OVA führte Hiroshi Watanabe Regie, das Charakterdesign entwarfen Hiroshi Watanabe und Ryōchi Ōki. Die künstlerische Leitung übernahm Yoshinori Hirose. Nach der Videoveröffentlichung wurden die drei 30-minütigen Folgen wurden auch auf TBS im Fernsehen gezeigt. Die OVA wurde ins Englische und Spanische übersetzt.
Ebenfalls von J.C.Staff wurde 1998 eine Serie mit 16 acht Minuten langen Folgen produziert, Regie führte Takeshi Yamaguchi. Vom 30. November bis 24. Dezember 1998 sendete TBS die Serie in Japan. Es folgten spanische, portugiesische und englische Übersetzungen.

### Synchronisation
| Rolle           | Japanische Sprecher (Seiyū) |
| --------------- | --------------------------- |
| Masuo Fuguno    | Hiro Yūki                   |
| Nagisa Shiozaki | Mami Kingetsu               |
| Miho Hamaoka    | Hiroko Konishi              |
| Funakoshi       | Masaru Hachinohe            |
| Namiko Isobe    | Rika Matsumoto              |

### Musik
Die Musik der OVA komponierte Shigesato Kanezumi, Mami Kingetsu sang die Vor- und Abspanntitel Ai suru koto o oshiete und Dear. Die Musik der Serie stammt von Moka, der Abspann wurde unterlegt mit dem Lied Kaze no you na kimi de ite von HaLo.